# Monti di Luang Prabang

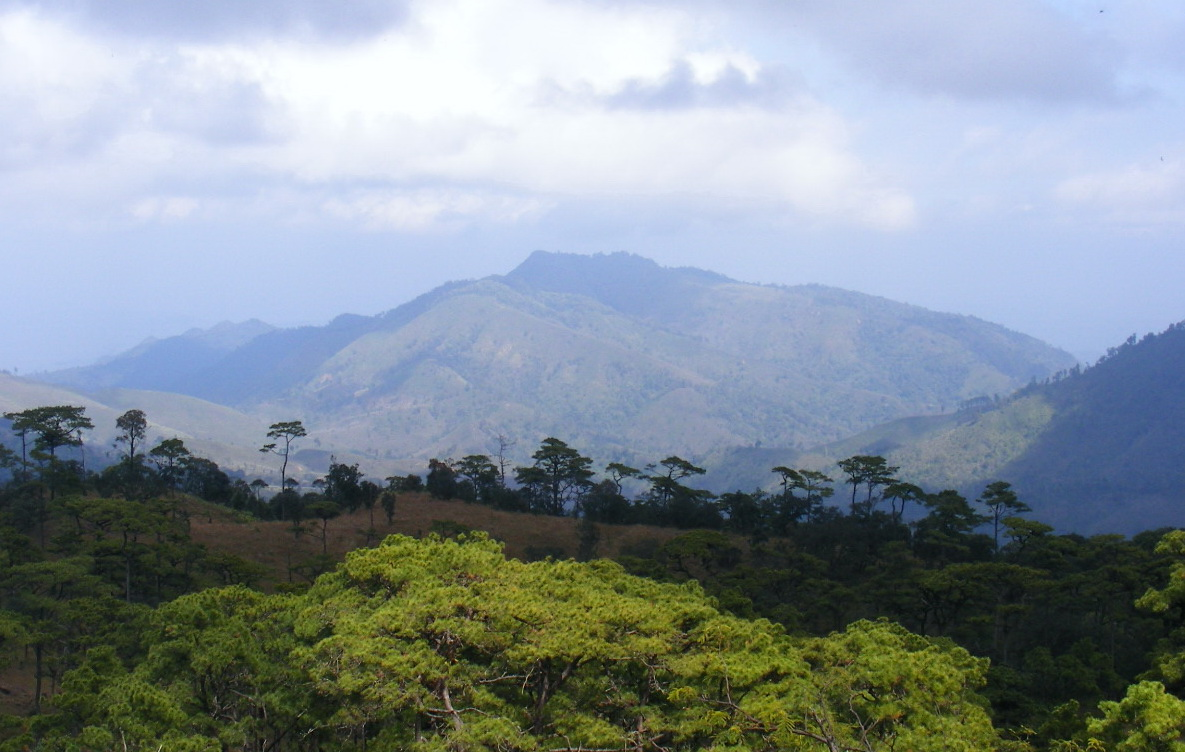
Noen 1428 (collina nr. 1428), teatro della guerra di confine thai–laotiana del 1988; vista dalla provincia di Phitsanulok, in Thailandia

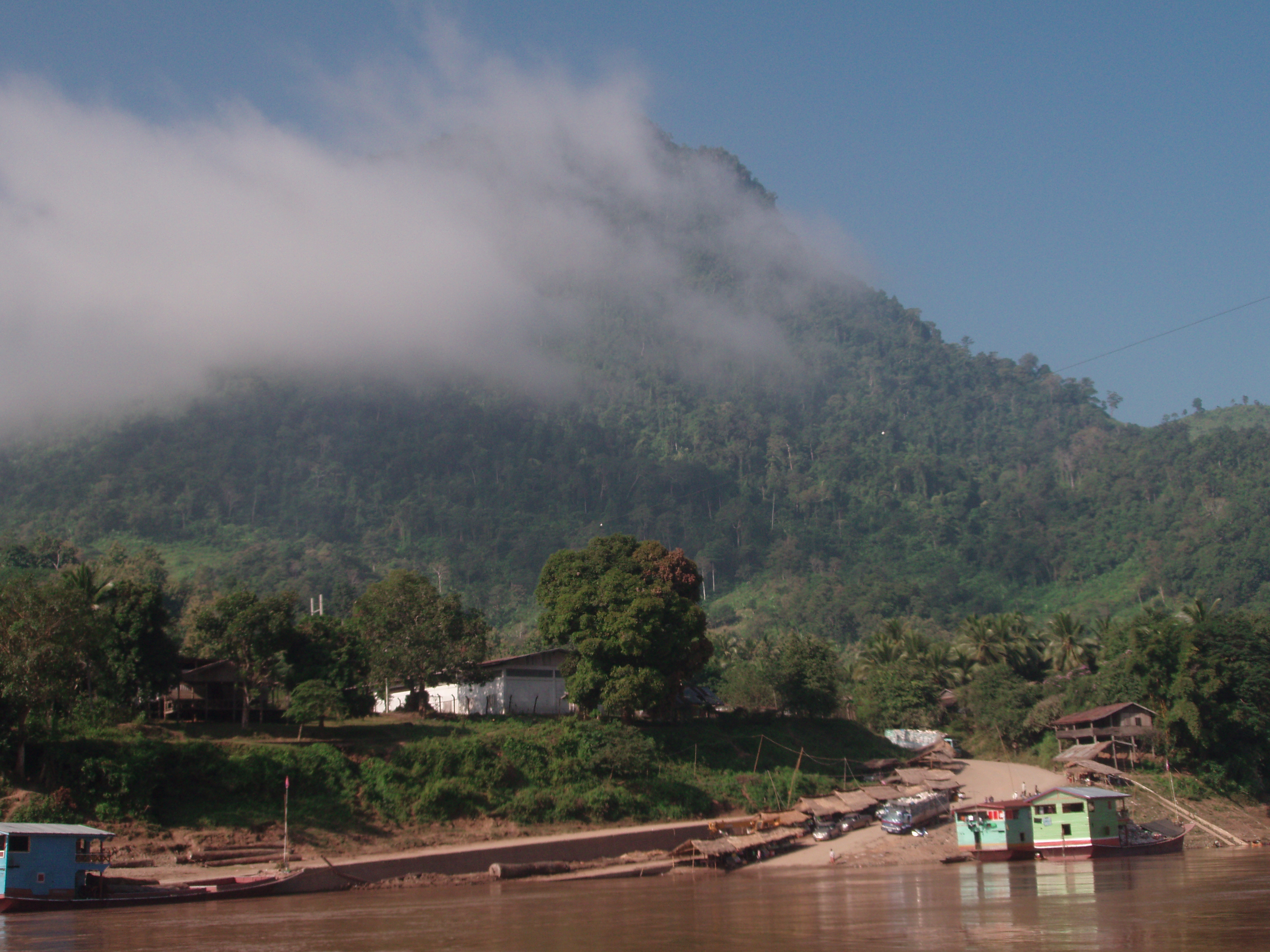
Nel versante laotiano, in provincia di Xaignabouli, le montagne lambiscono le rive del Mekong

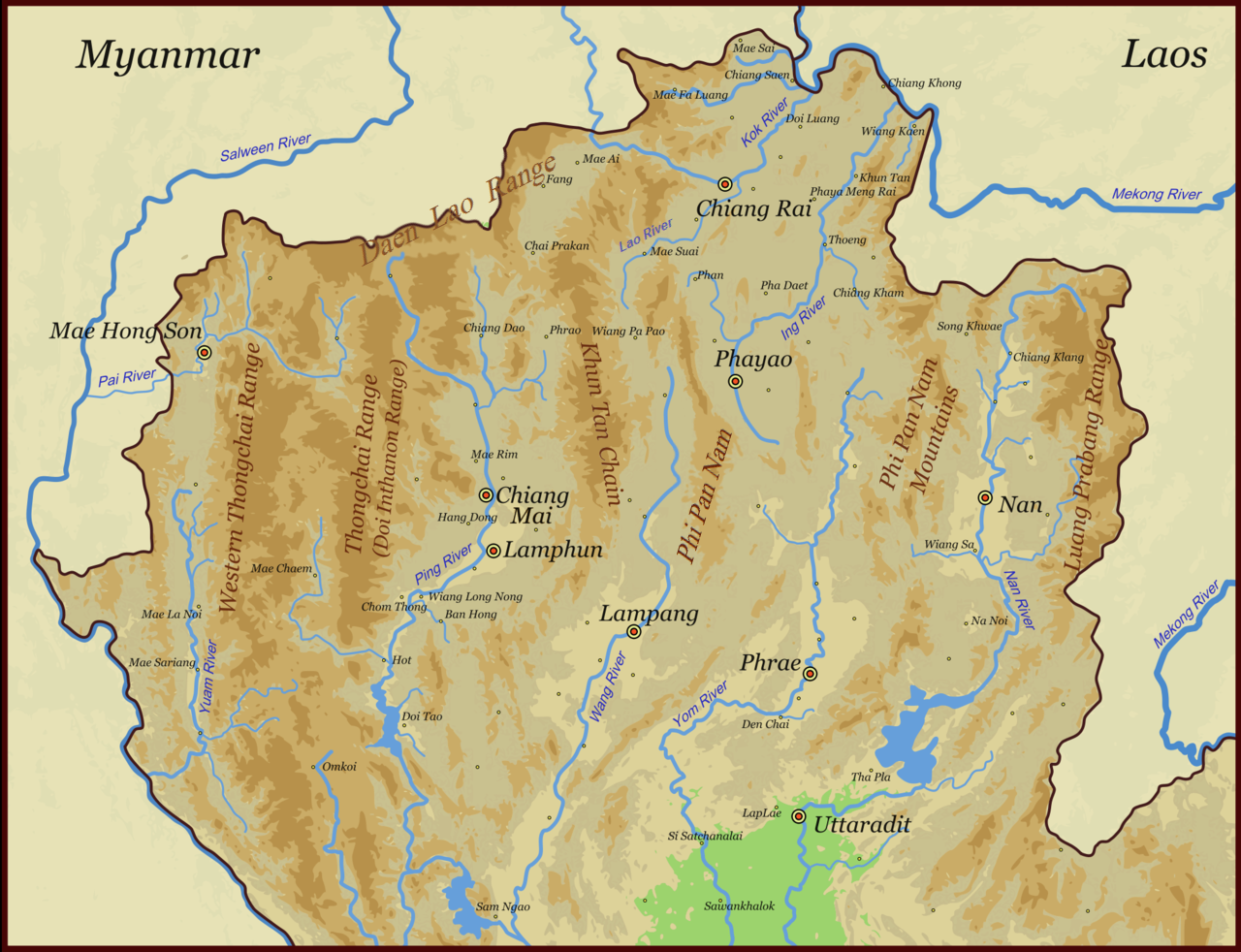
Mappa orografica della Thailandia del Nord

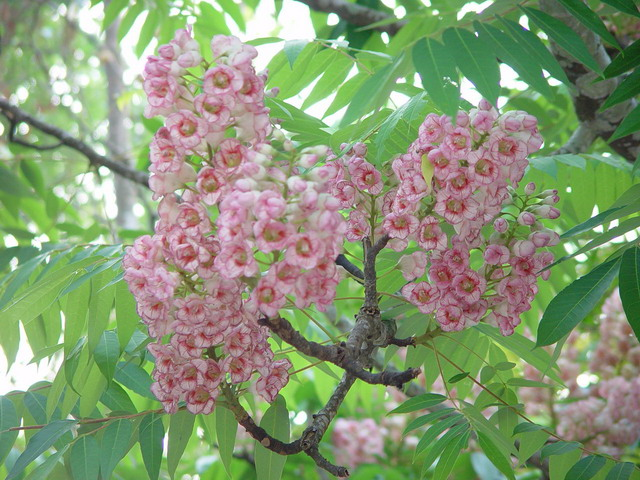
Fiori di Bretschneidera sinensis (in thai: ชมพูภูคา, Chompoo Phu Kha), albero a rischio di estinzione per il disboscamento; in Thailandia si trova solo in quest'area

I monti di Luang Prabang (in lingua thai: ทิวเขาหลวงพระบาง) formano una catena montuosa situata lungo una parte del confine settentrionale tra Laos e Thailandia del Nord.
Il versante laotiano occupa buona parte della provincia di Xaignabouli, quello thai si trova nelle province di Nan, Uttaradit, ed in piccole parti delle province di Phitsanulok e Loei. Tra i vari fiumi che hanno origine in questi monti vi sono il Nan, il Pua ed il Wa. Anche le cascate Phu Fa, le più imponenti della Provincia di Nan, sono situate tra queste montagne, che fanno parte dell'ecoregione delle foreste pluviali montane di Luang Prabang.

## Geologia
L'orogenesi creatasi nell'impatto tra la placca indo-australiana e quella euroasiatica, che ha dato luogo alla catena Himalayana e all'altopiano del Tibet, ha generato diverse deformazioni montuose sul lato orientale dell'arco himalayano le cui propaggini si estendono verso sud. I monti di Luang Prabang rappresentano una delle catene centrali di tali deformazioni e si sono sviluppati lungo l'asse nord-sud. La composizione geologica delle rocce è simile a quella delle catene montuose di Khun Tan e di Phi Pan Nam, che si estendono ad ovest parallelamente ai monti di Luang Prabang.

## Geografia
I monti di Luang Prabang danno luogo ad una parte dei bacini idrografici dei fiumi Mekong e Nan. Hanno origine a nord in una vasta area che va dalla zona a nord della fonte del Nan fino all'interno della curva a 180 gradi che il Mekong compie in prossimità di Luang Prabang. Il Mekong si insinua tra i monti di Luang Prabang, dei quali è il limite settentrionale, e le varie catene che si trovano nel Laos nord-occidentale. I monti di Luang Prabang sono delimitati ad ovest dalla valle del Nan e ad est da quella del Mekong. Si estendono in direzione sud per circa 260 km, poi la catena si sdoppia formando le due catene parallele dei monti Phetchabun, delle quali quella orientale è il limite di nord-ovest dell'altopiano di Korat. Le vette più alte sono nell'ordine il Phu Soi Dao, alto 2.120 m, il Phu Khe (2.079 m), il Doi Phu Kha (1.980 m), il Doi Phu Wae (1.837 m) ed il Doi Phi Pan Nam (1.745 m). La maggior parte di queste vette si trova lungo la linea spartiacque tra i bacini del Mekong e del Nan, che costituisce per un lungo tratto anche la frontiera tra Thailandia e Laos.
La vegetazione nella parte più alta è composta da foreste di piante sempreverdi, mentre sotto ai 1.000 m di altitudine le foreste sono più secche e formate da piante decidue. La presenza tra queste di molti alberi del pregiato teak ha portato ad un'intensa deforestazione, soprattutto illegale. Un altro fattore che ha contribuito alla riduzione dell'area forestale, è il prolungato utilizzo della pratica del debbio, con cui le locali tribù montane preparano il terreno alle coltivazioni. Il versante laotiano è percorso da una sola strada, isolata dal resto della rete stradale statale per la mancanza di ponti che uniscano in questa zona le due rive del Mekong.

## Storia

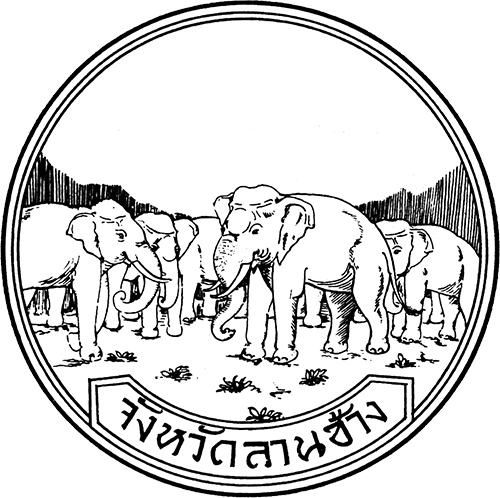
L'antico sigillo della provincia di Lan Chang

Il versante orientale dei monti è appartenuto per secoli alla municipalità di Luang Prabang ed ai regni laotiani che si sono succeduti. Con l'assoggettamento da parte dei siamesi dei regni laotiani alla fine del XVIII secolo, l'area passò sotto il controllo di Bangkok. Nel 1893, il Siam venne obbligato a cedere alla colonia dell'Indocina Francese tutti i territori sulla riva sinistra del Mekong, riuscendo però a mantenere il possesso della zona, oltre all'altopiano di Korat, annesso il secolo precedente. Nel 1904, le pressioni francesi costrinsero i siamesi a cedere il versante orientale dei monti, che entrò a sua volta a far parte della colonia.
Durante la II Guerra Mondiale, i thailandesi approfittarono dell'isolamento della colonia francese a seguito dell'occupazione tedesca della Francia, per scatenare la guerra franco-thailandese, al termine della quale si annetterono nel 1941 la zona, dove istituirono la Provincia di Lan Chang (un milione di elefanti). Con la sconfitta del Giappone, alleato della Thailandia, il territorio ritornò in mano ai francesi nel 1946 e, a partire da tale anno, avrebbe seguito le sorti del resto del Laos, entrando a far parte della provincia di Xaignabouli. Tale provincia comprende anche altri territori della riva destra del Mekong, situati a nord-est della catena montuosa.
Le principali etnie presenti nelle aree montane sono quelle dei khmu e dei hmong, le cui tribù sono stanziate su entrambi i versanti della catena. L'isolamento di questa zona dal resto del Laos mise al riparo le locali tribù hmong dagli effetti della guerra civile laotiana, nella quale gran parte dell'etnia hmong del paese fu drammaticamente coinvolta, schierandosi a fianco delle forze filo-americane. Con il trionfo dei comunisti del Pathet Lao nel 1975, anche le tribù hmong dei monti di Luang Prabang furono oggetto delle rappresaglie governative e molti dei loro membri furono costretti a fuggire sul versante thailandese, dove tuttora esistono campi profughi di hmong.
Tra il dicembre del 1987 ed il febbraio del 1988, la parte meridionale del versante orientale della catena montuosa fu teatro di una battaglia tra le forze armate laotiane e thailandesi, conosciuta come la guerra di confine thai-laotiana. I thai reclamano tuttora la sovranità su un locale villaggio, sostenendo che le mappe stilate dai francesi nel 1904 lo assegnarono al Laos per errore. Il duro conflitto portò alla perdita di circa 1.000 vite umane e si concluse con il ritiro delle truppe di Bangkok. Nel 1996, venne istituita una commissione bilaterale incaricata di revisionare tutti i 1.810 km del confine thai-laotiano.

## Aree protette
Sul versante laotiano della catena montuosa si trova un'area protetta, mentre sul versante thai ce ne sono diverse.

### In Laos
L'area nazionale di conservazione delle biodiversità di Nam Phouy è una vasta zona protetta dove si trovano svariati elefanti che vivono allo stato brado, ed è situata nelle foreste in prossimità della frontiera thai. Nella stessa zona è stata progettata una diga da costruirsi sul locale fiume Nam Phoun, che comporterà l'allagamento di una parte dell'area protetta.

### In Thailandia
Il parco nazionale di Khun Nan, il parco nazionale di Doi Phu Kha, il parco nazionale di Sinan, il parco nazionale di Mae Charim, il parco nazionale di Na Haeo, il parco nazionale di Klong Tron, il parco nazionale di Namtok Chat Trakan, parco nazionale di Phu Hin Rong Kla ed il parco nazionale di Phu Soi Dao sono situati sul versante thai dei monti di Luang Prabang.
In tale zona si trova anche il santuario della vita selvaggia di Phu Miang-Phu Thong.